# Trassilico
Trassilico ist ein Ortsteil (Fraktion, italienisch frazione) von Gallicano in der Provinz Lucca, Region Toskana in Italien.

## Geografie
Der Ort liegt ca. 4 km südwestlich des Hauptortes Gallicano, ca. 25 km nördlich der Provinzhauptstadt Lucca und ca. 70 km nordwestlich der Regionshauptstadt Florenz im oberen Tal des Serchio. Trassilico liegt in den östlichen Alpi Apuane und in der Landschaft der Garfagnana östlich der Berge Pania della Croce (1858 m) und Monte Forato (1230 m). Der Ort liegt bei 722 m und hatte 2001 ca. 100 Einwohner. 2017 waren es etwa 85.

## Geschichte
Erstmals erwähnt wurde der Ort 749 durch die Erzbischöfe von Lucca. Als Trassilico de’ Lucchesi gehörte der Ort bis 1451 zu Lucca, dann installierte Borso d’Este die Vicaria delle Terre Nuove unter seiner Herrschaft, zu der auch Trassilico gehörte. Später wurde der Ort eine eigenständige Gemeinde, zu der auch Fabbriche di Vallico gehörte. 1947 wurde der Gemeindesitz nach Fabbriche di Vallico (heute Ortsteil von Fabbriche di Vergemoli) verlegt, 1948 wurde Trassilico Ortsteil von Gallicano.

## Sehenswürdigkeiten

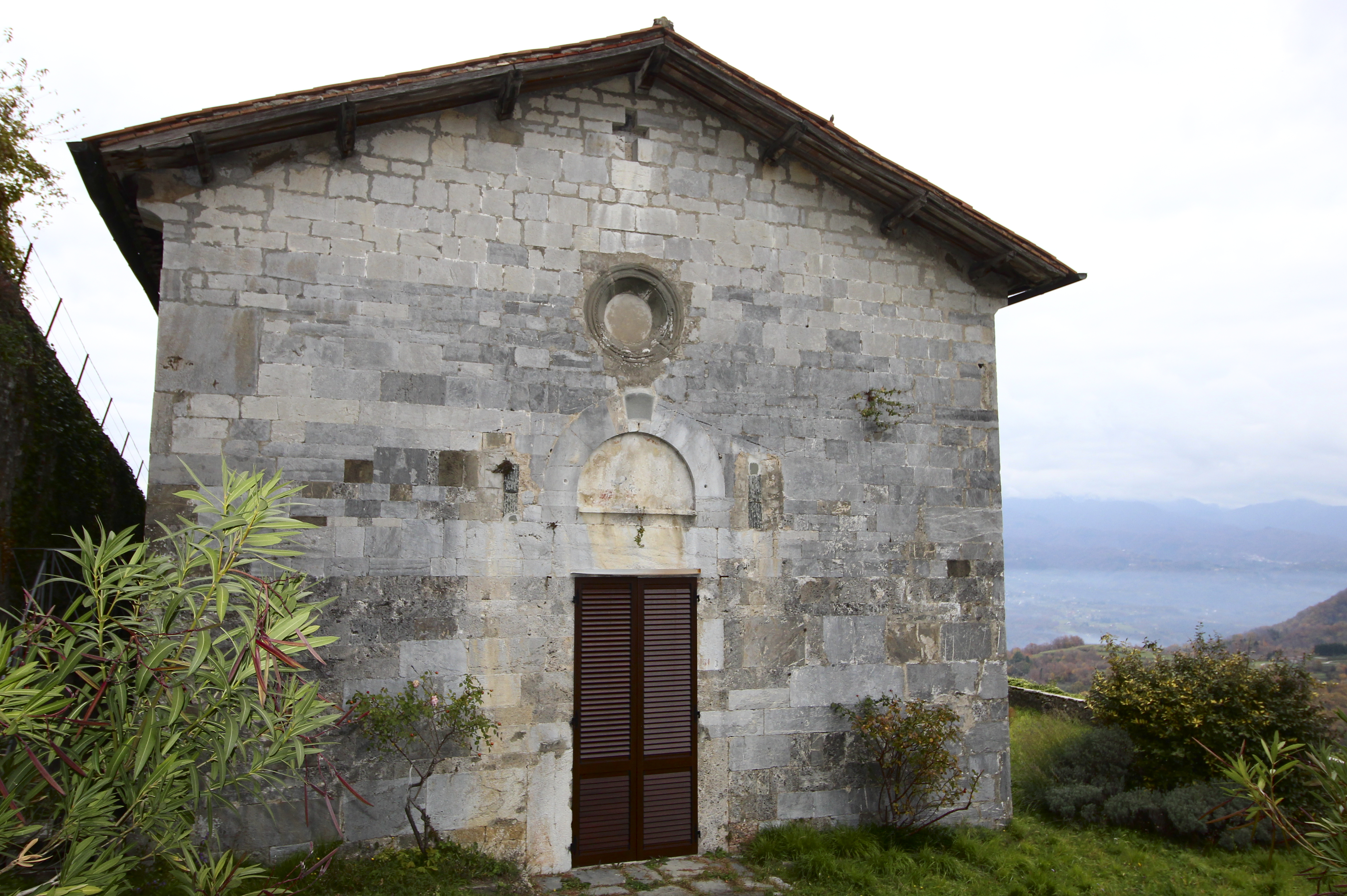
Die Kirche Santi Pietro e Paolo kurz unterhalb des Ortes

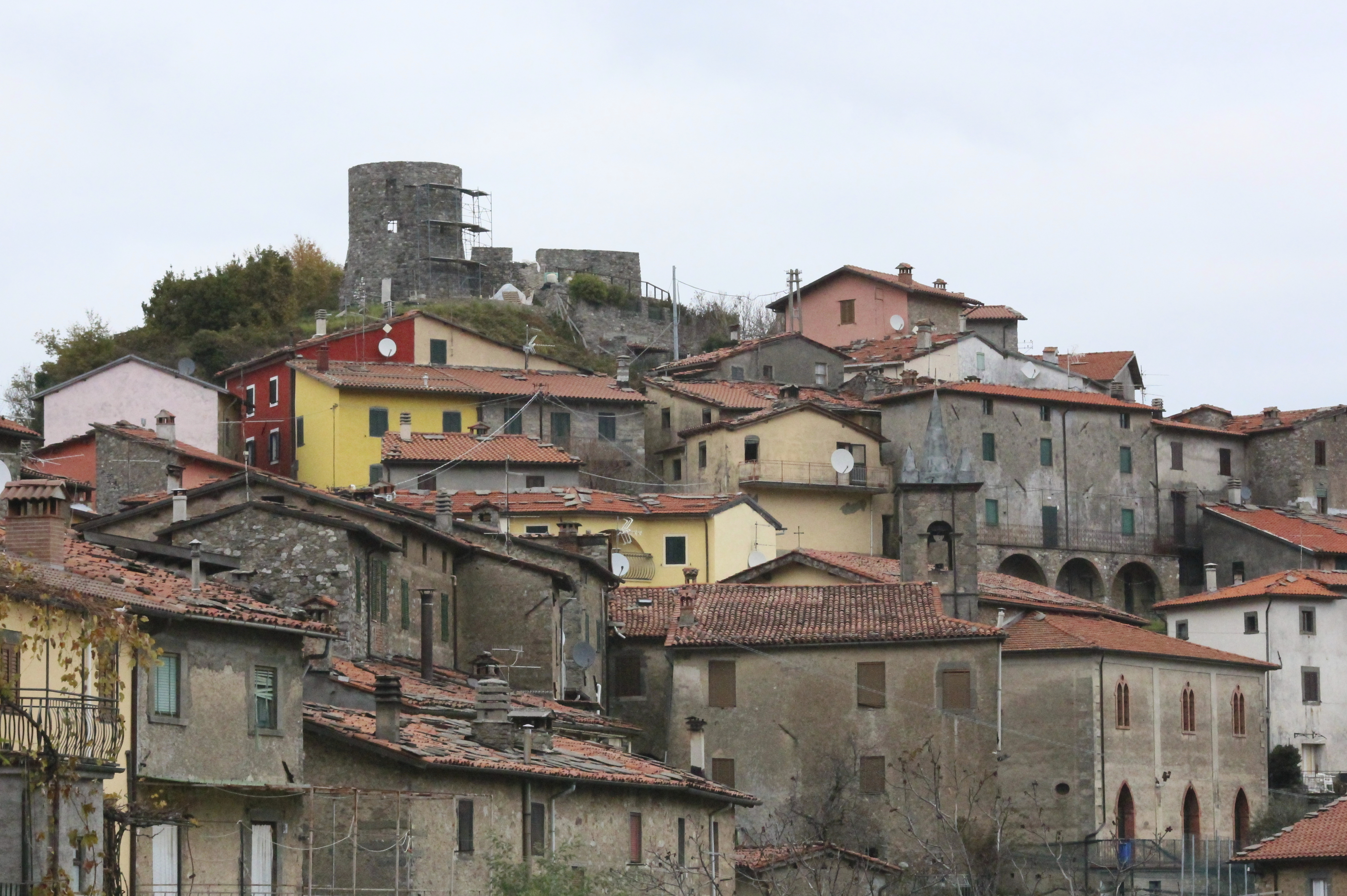
Der Ortskern mit der Burg und der Kirche San Rocco

- Santi Pietro e Paolo, Kirche kurz unterhalb des Ortes, die um das 12. Jahrhundert entstand. Enthält von Simone Careta das Werk Vergine col Bambino seduta in trono (1568 entstanden).[5]
- San Rocco, Kirche im Ortskern (18. Jahrhundert).[2]
- Santa Elisbetta, Kirche am Ortseingang. Entstand 1577.[2]
- Rocca Estense, Burgruine am höchsten Punkt von Trassilico, die ab dem 10. Jahrhundert entstand. Der Hauptturm (italienisch Mastio) entstand wahrscheinlich im 13. Jahrhundert.[6]

## Söhne und Töchter des Ortes
- Antonio Vallisneri (1661–1730), Mediziner und Geologe
- Leopoldo Nobili (1784–1835), Physiker

## Bilder

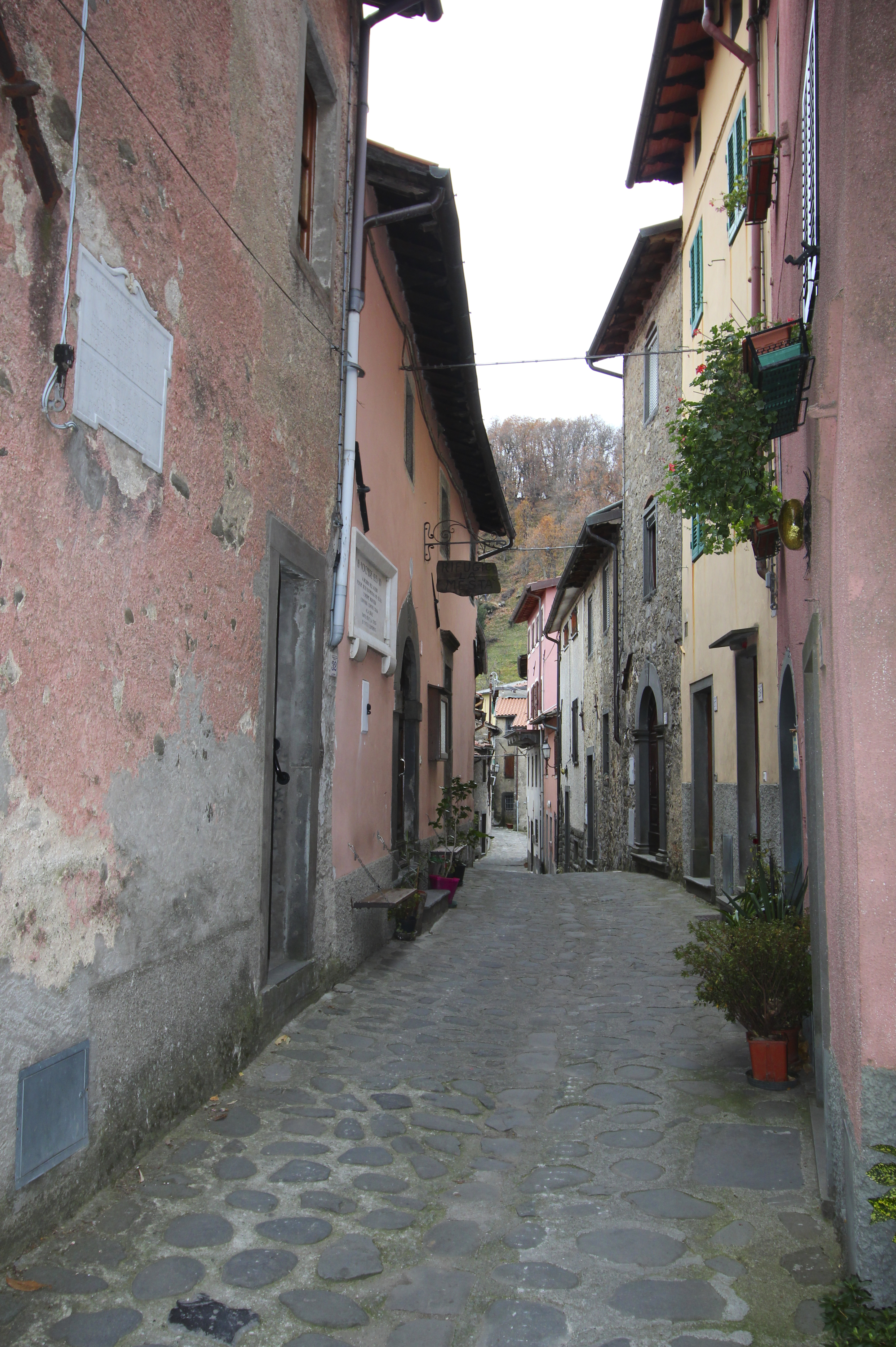
Der Ortskern von Trassilico
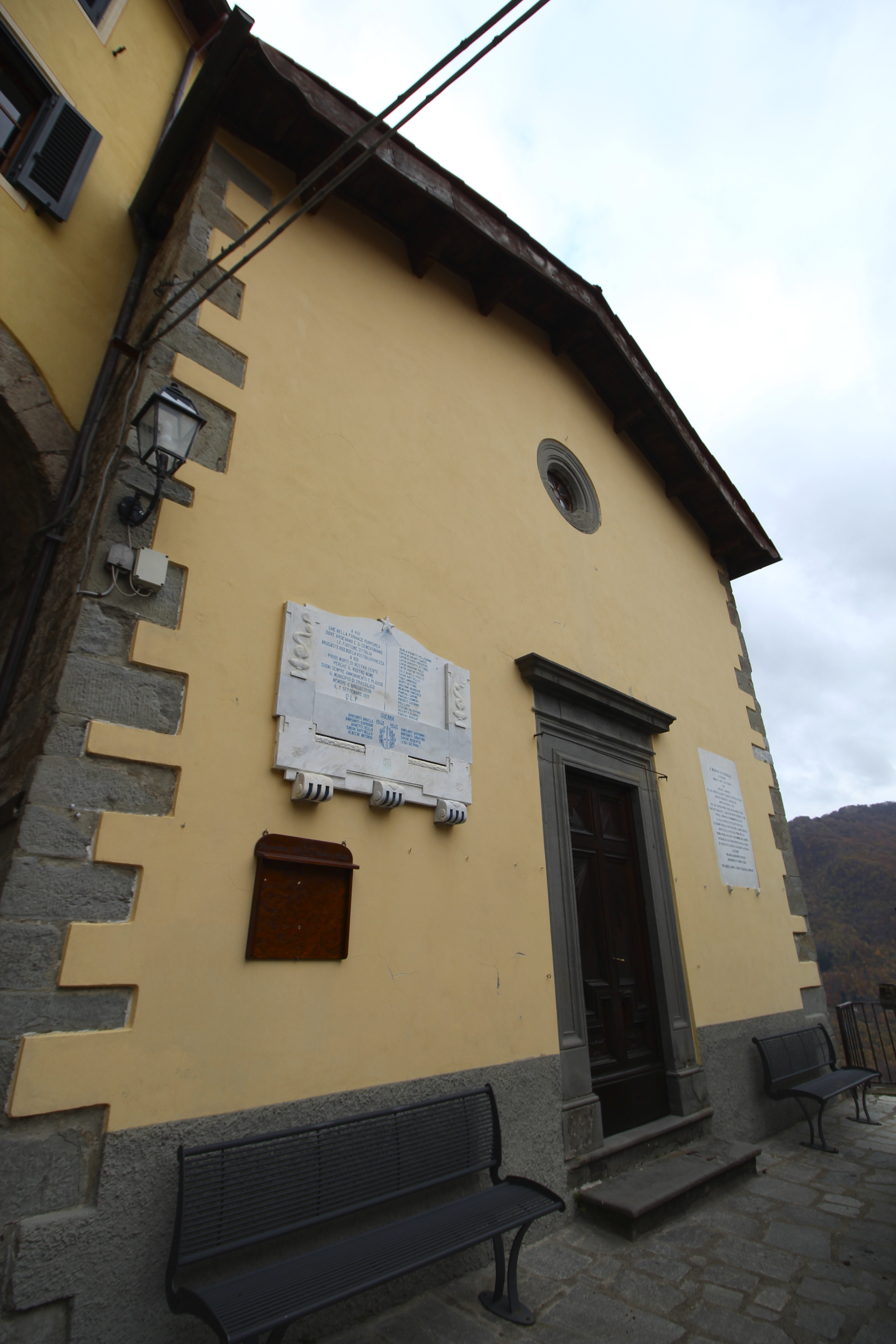
Die Kirche San Rocco
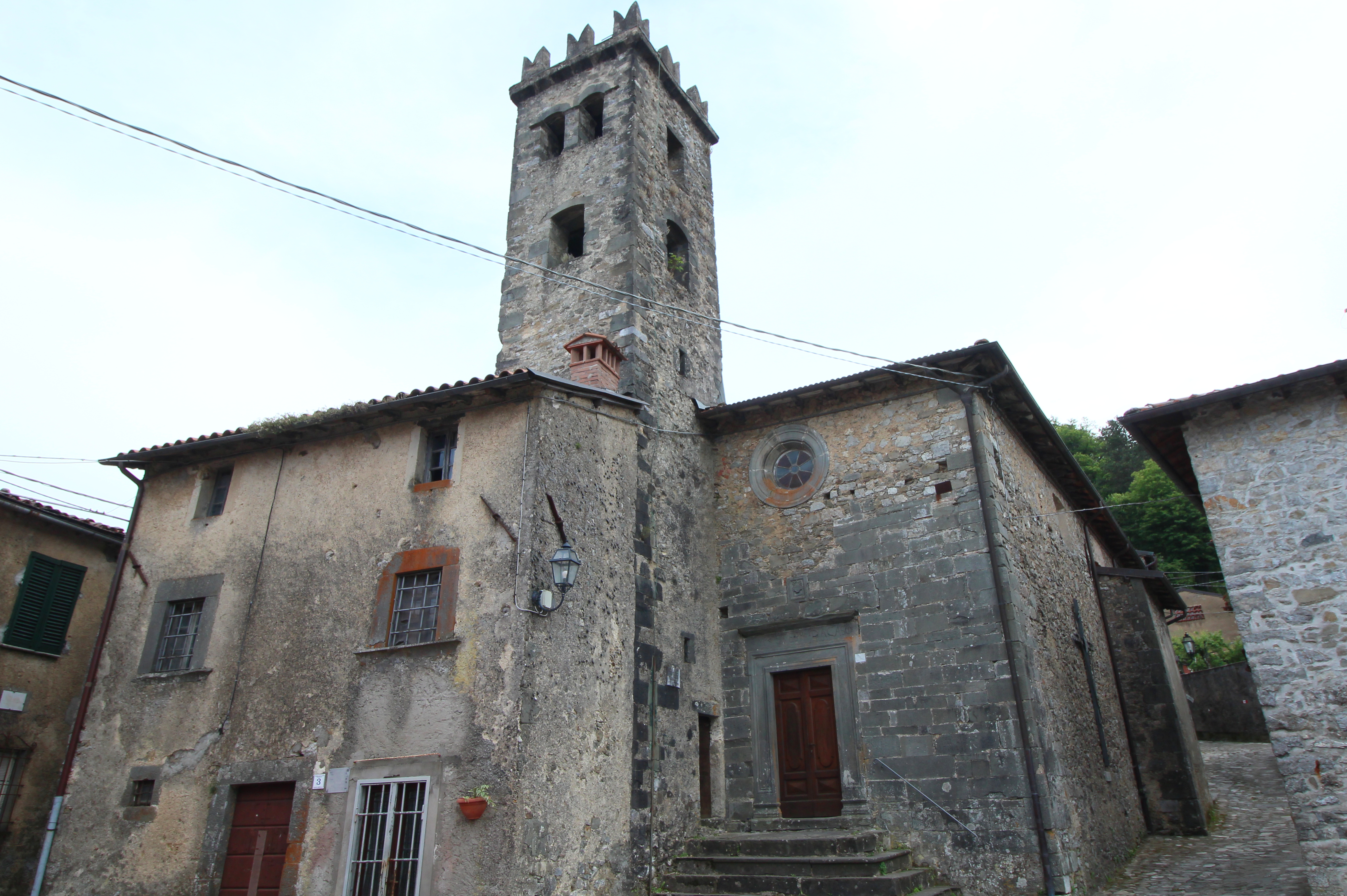
Die Kirche Santa Elisabetta
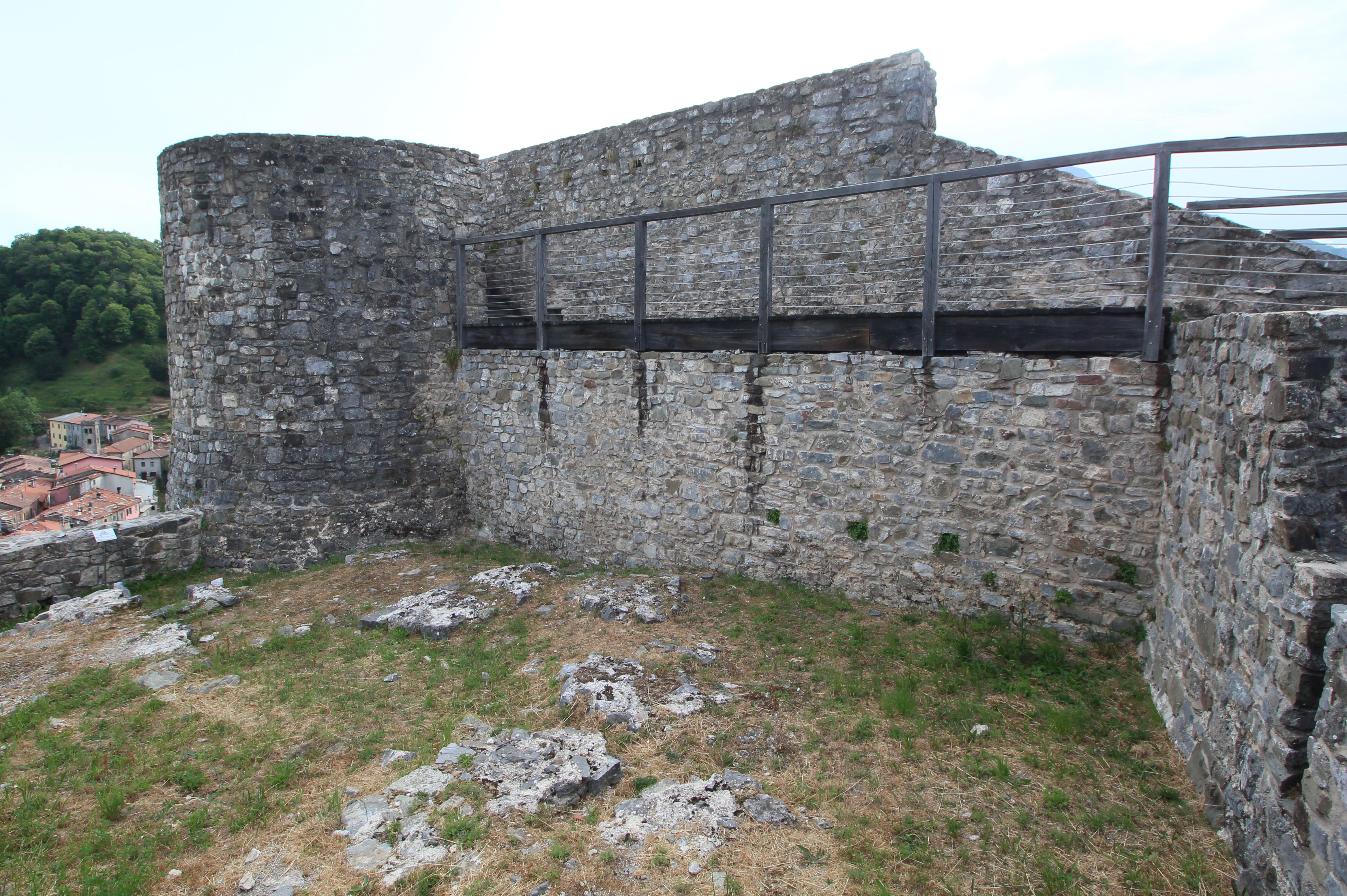
Die Burg Rocca Estense